# Alopecosa inimica
Alopecosa inimica este o specie de păianjeni din genul Alopecosa, familia Lycosidae. A fost descrisă pentru prima dată de O. P.-cambridge, 1885. Conform Catalogue of Life specia Alopecosa inimica nu are subspecii cunoscute.